# Bockskär, Ekenäs
Bockskär är en ö i Finland. Den ligger i Finska viken och i kommunen Raseborg i den ekonomiska regionen  Raseborg i landskapet Nyland, i den södra delen av landet. Ön ligger omkring 94 kilometer väster om Helsingfors.
Öns area är 5,4 hektar och dess största längd är 350 meter i sydöst-nordvästlig riktning.